# Itame sulphurea
Itame sulphurea är en fjärilsart som beskrevs av Alpheus Spring Packard 1878. Itame sulphurea ingår i släktet Itame och familjen mätare. Inga underarter finns listade i Catalogue of Life.